# مروان العمراوي
مروان العمراوي (مواليد 15 أبريل 1995) هو سبّاح ماراثون مصري شارك في الألعاب الأولمبية الصيفية 2016 ضمن منافسة ماراثون 10 كيلومتر وحّل في المرتبة العشرين.

## روابط خارجية
- مروان العمراوي على موقع الاتحاد الدولي للسباحة (الإنجليزية)
- مروان العمراوي على موقع أوليمبيديا (الإنجليزية)